# 七龙珠 大魔王复活
《七龙珠 大魔王复活》是一款由万代公司制作的角色扮演类游戏。本作紧接着《七龙珠 神龙之谜》，于1988年8月12日在FC游戏机发行。
与前作相比，本作的内容进行了较大的改变。本游戏为探险类，并具有卡片和格斗等内容。